# SUNMOS
SUNMOS (Sandia/UNM Operating System) è un sistema operativo sviluppato congiuntamente da Sandia National Laboratories, Computer Science Department e dall'Università del Nuovo Messico. L'obiettivo del progetto avviato nel 1991 era lo sviluppo di un sistema operativo molto portabile ed efficiente per sistemi massivamente paralleli a memoria distribuita.
SUNMOS utilizza un kernel a singolo processo che non prevede gestione della paginazione. Il sistema operativo controlla tutti i nodi del sistema distribuito. Quando un programma viene caricato il sistema operativo gestisce tutta la memoria e i nodi disponibili e utilizza tutte le risorse disponibili. Quando l'applicazione viene caricata ed eseguita il processo yod eseguito dal nodo principale controlla l'esecuzione dell'applicazione. Yod viene eseguito su un sistema Sun per i sistemi nCUBE 2 e su un nodo di servizio per l'Intel Paragon.